# Rejtan (obraz Jana Matejki)
Rejtan – Upadek Polski – obraz Jana Matejki z 1866 przedstawiający protest Tadeusza Reytana przeciwko I rozbiorowi Polski na Sejmie Rozbiorowym.

## Opis

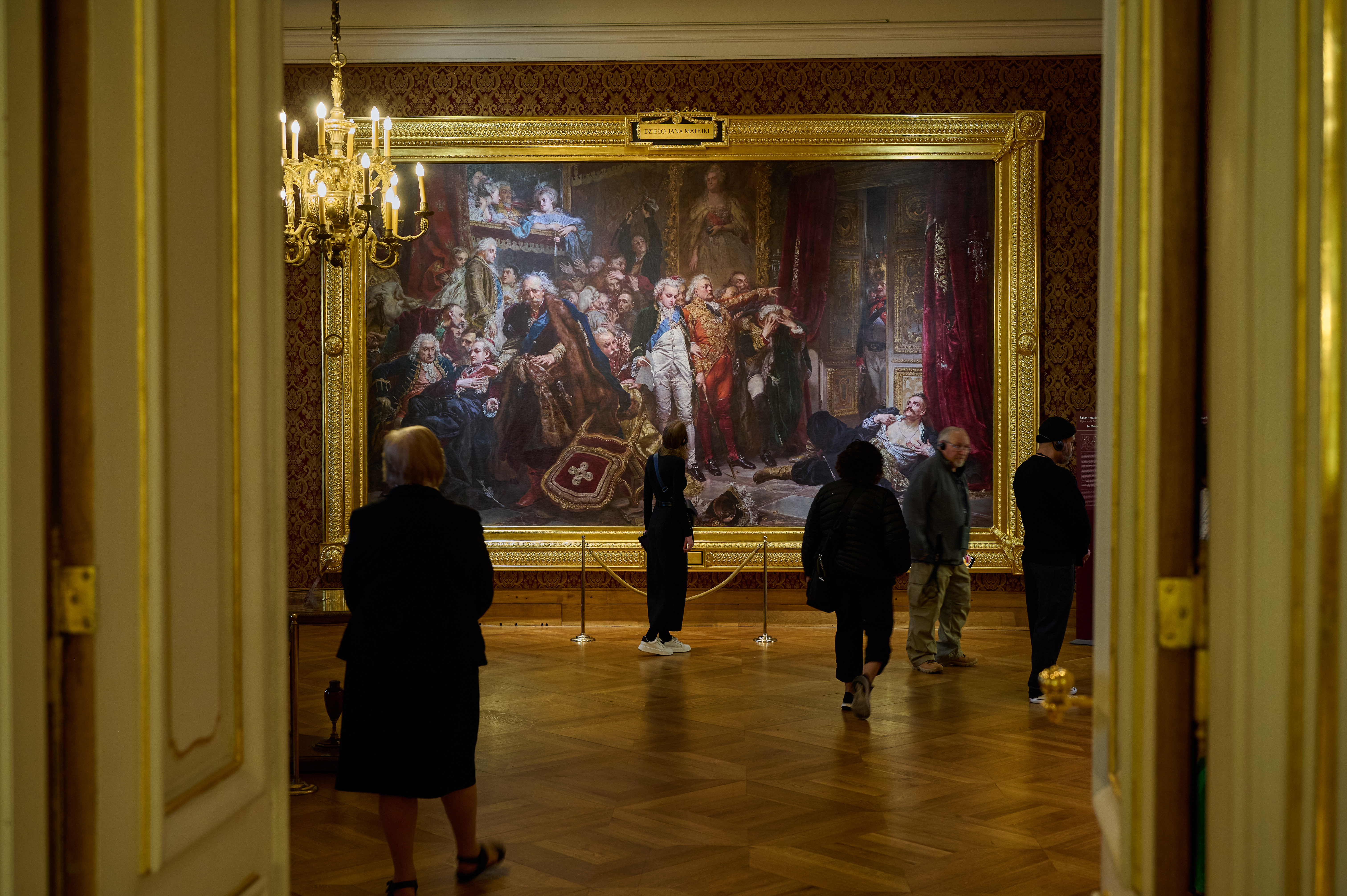
Rejtan na Zamku Królewskim w Warszawie (2023)

Tematem obrazu jest scena, która rozegrała się 21 kwietnia 1773 w trzecim, decydującym dniu obrad sejmu rozbiorowego na zamku w Warszawie, na mocy którego Prusy, Rosja i Austria dokonały podziału części ziem polskich. Centralną postacią obrazu jest poseł ziemi nowogródzkiej, Tadeusz Reytan, w geście rozpaczy próbujący zapobiec haniebnemu wydarzeniu, jakim jest rozbiór Ojczyzny. Miał on wtedy powiedzieć: 

Chyba po moim trupie!.

Leżącemu na progu Reytanowi Adam Poniński uniesioną ręką pokazuje żołnierzy rosyjskich w uchylonych drzwiach sali zamkowej. Z lewej strony stoi Stanisław Szczęsny Potocki (w rzeczywistości miał wówczas 21 lat i na sali sejmowej był nieobecny). Hetman polny koronny Franciszek Ksawery Branicki kryje twarz w dłoniach. Cała trójka zmierza do sali senatu w celu złożenia podpisu pod traktatem rozbiorowym.
Po lewej stronie obrazu za przewróconym fotelem umieścił Matejko postać Franciszka Salezego Potockiego z karabelą, w bogatym szlacheckim stroju, ze wstęgą Orderu Orła Białego. Ten jeden z najpotężniejszych magnatów ówczesnej Rzeczypospolitej nie żył w momencie obrad sejmu rozbiorowego, ale malarz wprowadził go celowo do obrazu jako symbol schodzącego, bezradnego i pokonanego świata sarmackiego oraz magnackiego egoizmu. Postać ta idzie jak ślepiec z wyciągniętymi przed siebie rękami. Za nią widać podgoloną głowę innego magnackiego warchoła tamtego czasu Karola Stanisława Radziwiłła „Panie Kochanku”. Nieco dalej siedzi książę Michał Fryderyk Czartoryski, przywódca Familii Czartoryskich, protektor króla Stanisława II Augusta. Przewrócony fotel jest symbolem upadku Rzeczypospolitej, ale również planów i dzieła rodziny Czartoryskich. Obok księcia siedzi w rozpiętej sutannie brat króla Michał Jerzy Poniatowski, późniejszy prymas.
Pod ścianą na drugim planie widać niezbyt wyraźnie postać młodzieńca w sarmackim stroju z karabelą w dłoni i czapką konfederatką w drugiej ręce. To uczestnik konfederacji barskiej, późniejszy uczestnik powstań narodowych będący według Matejki nadzieją dla upadającej Ojczyzny. Obok można dostrzec jeszcze jednego szlachcica z uniesioną w górę ręką. Jest to drugi z posłów ziemi nowogródzkiej Samuel Korsak; to także autoportret Matejki.
Król Stanisław II August opuściwszy swój tron, stoi zamyślony i bezradny z zegarkiem w lewej ręce, obok widać głowę Hugona Kołłątaja, który wtedy miał 23 lata i przebywał na studiach w Wiedniu i Rzymie, na obrazie Matejki ma jednak twarz dojrzałego mężczyzny i jest symbolem sprzeciwu wobec rozgrywającej się sceny. Ponad nimi, w sejmowej loży, zasiadł poseł rosyjski kniaź Nikołaj Repnin. To kolejna nieścisłość w matejkowskiej kompozycji obrazu, posłem nadzwyczajnym i ministrem pełnomocnym Rosji był już wówczas Otto Magnus von Stackelberg. Do Repnina wdzięczą się dwie najwybitniejsze kobiety tamtej epoki: z prawej strony Izabela Lubomirska, a z lewej Elżbieta Grabowska. Nad całym przedstawieniem góruje portret cesarzowej Katarzyny II. Sala zamkowa jest w stanie opłakanym: sztukaterie drzwi są pokruszone, kotary podarte, kinkiety potłuczone, świece wypalone, na posadzce poniewiera się stos rozrzuconych papierów. Upuszczony pieniążek – może judaszowy srebrnik – z kieszeni Ponińskiego balansuje złowrogo na krawędzi.

## Historia
Matejko ukończył pracę nad obrazem w listopadzie 1866. Jeszcze przed jego publicznym wystawieniem, dzieło spotkało się z krytyką krakowskich kręgów konserwatywnych. Zarzucano mu m.in. aktualną wymowę polityczną. Jako pierwszy skrytykował Matejkę hrabia Stanisław Kostka Tarnowski, później dołączył Lucjan Siemieński. W walkę z artystą i jego dziełem starano się wciągnąć hrabiego Ksawerego Branickiego. Namawiano go, aby obraz kupił, a następnie płótno ukrył lub zniszczył (w tej sprawie pisała do niego Konstancja Wyleżyńska). Generał Władysław Zamoyski prosił Branickiego o interwencję u cesarza Napoleona III, w celu niedopuszczenia obrazu na paryską wystawę. Wszystkie te sugestie spotkały się z odmową Branickiego. W czasie paryskiej wystawy Francuzi, patrząc przez pryzmat obiegowej opinii mówiącej o nadużywaniu alkoholu przez Polaków, widząc leżącego Rejtana podejrzewali go o pijaństwo.
W roku 1867 Jan Matejko stworzył niewielki obraz w którym odniósł się do krytycznej reakcji na Rejtana: Wyrok na Matejkę, na którym przedstawił samego siebie stojącego pod pręgierzem w pobliżu krakowskich Sukiennic oraz miejskich rajców, odzianych w stroje nawiązujące do epoki renesansu. 
Mimo oporów ze strony paryskiej emigracji, zwłaszcza skupionej wokół księcia Adama Jerzego Czartoryskiego, obraz pokazano na wystawie w Paryżu w 1867, gdzie został nagrodzony złotym medalem. Do swoich zbiorów zakupił go cesarz Austrii Franciszek Józef I. W 1918 rząd niepodległej Rzeczypospolitej odkupił płótno, przekazując je do zbiorów Zamku Królewskiego w Warszawie. Wywieziony podczas kampanii wrześniowej w 1939 został przejęty przez Niemców i przez nich wywieziony z Warszawy w 1944. Odnaleziony w fatalnym stanie technicznym we wsi Przesieka koło Jeleniej Góry został odnowiony po trzyletnich staraniach konserwatorskich.

## Nawiązania
Obraz stał się inspiracją piosenki Jacka Kaczmarskiego pod tytułem Rejtan, czyli raport ambasadora.